# 臺灣新劇
台灣新劇是二十世紀初在台灣興起的近代話劇。1911年5月4日，日本新劇社團「川上音二郎劇團」在臺北市「朝日座」演出，這是台灣首場新劇演出。1919年，李逸濤來到福建福州觀看「上海民興社」的演出後，又邀請「上海民興社」來到臺北萬華、桃園、新竹等地演出二個月。1923年，新劇劇團「鼎新社」在彰化成立。1925年10月，張維賢等人組織的「星光演劇研究會」在臺北「新舞臺」演出新劇。1926年到1927年是台灣新劇的鼎盛時期。由於台灣新劇的內容有政治訴求，遭到日本當局打壓，於是1929年到1936年之間，台灣新劇逐漸衰落。